# Liverpool (Teksas)
Liverpool je grad u američkoj saveznoj državi Teksas. Prema popisu stanovništva iz 2010. u njemu je živjelo 482 stanovnika.